# 小夏威夷绿雀
小夏威夷绿雀（(Magumma parva)/ˌɑːniˌɑːniˈaʊ/，是夏威夷考艾岛特有的一种雀。
该物种是Hemignathus属的远亲（短嘴導顎雀和ʻamakihis），而它则被单独地归类于小夏威夷绿雀属中。

## 描述
小夏威夷绿雀拥有黄色鲜亮的羽毛，雌性羽毛偏为黄绿色，且比雄性更加暗淡。它们的长度约为10厘米（3.9英寸），重量为10克。是最小的夏威夷旋蜜雀。它的鸣叫的声音为：wee-see, wee-see, wee-see.

## 栖息地
小夏威夷绿雀一般栖息于海拔600米（2000英尺）的湿地和潮湿的森林中,最高的栖息处位于海拔1100米处（3600英尺）。它们栖息地主要的优势树种是夏威夷洋槐（Acacia koa）,多形铁心木（Metrosideros polymorpha），Cheirodendron trigynum以及阔叶桕叶枫（Cheirodendron platyphyllum）

## 饮食
小夏威夷绿雀主要以多形铁心木，越桔属以及蜜茱萸属的花蜜为食，它们也会吃节肢动物。

## 生育
小夏威夷绿雀的繁殖季节是从二月至六月。雌性小夏威夷绿雀会在多形铁心木上筑成一个由树枝和地衣构成的小型杯状巢。通常情况下，会产下三枚卵。雏鸟会在三周后离巢。

## 发现
小夏威夷绿雀于1830年被首次发现，在其后50年内没有被再次发现。直至1960年前都没有对其进行过多的研究。

## 保护现状
目前小夏威夷绿雀的栖息地范围已经缩减了缩减了85%，曾经它们可以在考艾岛的所有森林中被发现。非原生植物入侵是该物种最大的威胁。蚊子传播的疾病，如疟疾和禽痘，却很少在小夏威夷绿雀身上被发现。家猫和大家鼠的捕食可能是原因之一但没有明确的记录。目前它们被保护于Kokeʻe国家公园和怀梅阿峡谷内。